# Sabatinelloplia ovata
Sabatinelloplia ovata är en skalbaggsart som beskrevs av Marc Lacroix 1998. Sabatinelloplia ovata ingår i släktet Sabatinelloplia och familjen Melolonthidae. Inga underarter finns listade i Catalogue of Life.